# Curt och Majken
Curt och Majken är ett danspar gestaltade av Östen Warnerbring och Eva Rydberg. Curt och Majken gjorde succé både i Sverige och i Danmark. Curt och Majken finns dokumenterade på grammofonskiva bland annat deras dräpande hyllning till Eslöv (städernas paradis). De har också gjort en inspelning av Diggi-loo, diggi-ley.